# 滨河奥卢拉
滨河奥卢拉（西班牙語：Olula del Río）是西班牙安达卢西亚自治区阿尔梅里亚省的一个市镇。 总面积24km2, 总人口6101人（2001年），人口密度254人/km2。